# 사문영
사문영(史文英, 1980년 2월 27일 ~ )은 대한민국의 성우로, 2011년 한국방송 성우극회 공채 36기로 입사했다.

## 약력
경희대학교 성악과를 졸업하였다. 2007년 결성한 3인조 팝페라 그룹《일루미나》의 멤버였으며, 2011년 한국방송 성우극회 공채 36기로 입사했다.

## 출연 작품
굵은 글씨는 주연 및 레귤러 캐릭터.

### TV 애니메이션
- 코드네임 X - 바이올렛, (이순심 1.3화)
- 매직어드벤처(KBS) - 핑핑
- 헬로 카봇(KBS) - 수지
- 비밀의 바람숲 - 주연
- 캐치! 티니핑 - 신디, 올리비아, 나르핑, 베베핑, 머핑, 멜로핑, 댄스핑
- 마법소녀 디디 - 샌디, 토미, 두비두2
- 상상꾸러기 꾸다 - 마리
- 상상꾸러기 꾸다 파트2 - 마리
- 똘똘이의 그림일기 동요 (KBS) - 똘봉이, 몽실이
- 롱롱죽겠지?  - 멜로디
- 슈퍼트론 - 세라, 비너스
- 거멍숲을 지켜라! 버디프렌즈 (KBS) - 피타
- 베리베리 뮤우뮤우 뉴 파트2 - (KBS Kids) - 서루비
- 베리베리 뮤우뮤우 뉴 (KBS Kids) - 서루비
- 헬로 카봇 쿵 (카툰네트워크) - 트리쿵
- 헬로 카봇 스타가디언 (SBS) - 판다킹
- 반짝반짝 캐치! 티니핑 (재능TV) - 신디, 올리비아, 아야핑
- 알쏭달쏭 캐치! 티니핑 (재능TV) - 신디
- Go! 프린세스 프리큐어(애니박스) - 트와일라잇/장영원(큐어 스칼렛)
- 아이 엠 스타!(투니버스) - 린
- 검볼 시즌4(카툰네트워크) - 11화부터 다윈
- 내꺼야 폴록(MBC) - 코코
- 다니엘 타이거 - 엘라이나, 올빼미오
- 레고 시티 어드벤처 - 루키
- 리틀 프린세스 소피아(디즈니 주니어) - 힐데가드
- 레인보우 버블젬(EBS) - 레드퀸
- 럭키덕(디즈니 채널) - 플로
- 신비아파트: 고스트볼X의 탄생(투니버스) - 살음귀 / 이시연, 예지(10화), 연지의 어머니(21화)
- 신비아파트 고스트볼 더블X: 6개의 예언(투니버스) - 살음쟁이
- 신비아파트 고스트볼Z: 귀도퇴마사(투니버스) - 번개 살음귀
- 쎄서미 스트리트(재능TV) - 로시타, 애비
- 보이스터(애니맥스) - 알리샤
- 프린세스 스타의 모험일기(디즈니 채널) - 이클립사(노래),마리포사
- 리나는 뱀파이어 (디즈니 주니어, 디즈니+) - 브리짓
- 출동! 파자마 삼총사 (디즈니 주니어, 디즈니+) - 아마야/올빼미아
- 빅 히어로 시리즈 (디즈니 채널) - 메건
- 어플몬스터(재능TV) - 강에리
- 유미의 세포들 (tvN) - 유미의 불안세포, 설레발세포, 본심세포, 백혈구, 판사세포
- 꼬꼬 수호대 (디즈니+) - 쿱
- 디지몬 고스트 게임 (재능TV) - 아야타라몬
- 긴급 구조 친구들 (디즈니+) - 액슬
- 내 마음은 무지 (투니버스)
- 문걸과 데빌 다이노소어 (디즈니+) - 문걸

### 극장용 애니메이션
- 극장판 어드벤처 타임: 비밀의 아일랜드 - 미네르바
- 극강 매직스워드(카툰네트워크) - 잰지 공주
- 드래곤볼Z 극장판 - 덴데, 18호
- 카 3: 새로운 도전 - 스웟 티
- 발레리나 - 펠리시
- 스머프: 비밀의 숲
- 슈퍼히어로 극장판 -핑키
- 엘리아스:바다의 보물을 찾아라 극장판 - 북극여왕
- 주먹왕 랄프 2: 인터넷 속으로 - 백설공주
- 모험왕 블링키 - 넛찌
- 코코 - 사회자
- 극장판 헬로 카봇: 백악기 시대 - 수지
- 극장판 헬로 카봇: 옴파로스 섬의 비밀 - 수지
- 신데렐라: 마법 반지의 비밀 - 엘라
- 백설공주:사라진 아빠를 찾아서 - 한나
- 키코리키: 황금모자의 비밀 - 로사, 라라
- 더 프린세스: 도둑맞은 공주 - 밀라
- 소울 - 22
- 피니와 퍼브 무비: 캔디스, 우주에 맞서다 (디즈니+) - 컴퓨터
- DC 리그 오브 슈퍼-펫 - 원더우먼
- 위시 - 아마야 왕비

### 외화 드라마 더빙
- 삼총사 시즌 1/2(KBS) - 콘스탄스(탐라 카리)
- 전쟁과 평화(KBS) - 나타샤(릴리 제임스) / 마드모아젤 부리엔느(올리비아 로스) / 페챠 로스토프(키트 코너)
- 더 컬렉션(KBS) - 샬롯(알스 포이즌)
- 나치 영국 지부 SS-GB (KBS) - 실비아(매브 더모디) / 밥(키트 코너)
- 브렉시트: 치열한 전쟁 (KBS) - 엘리자베스 데넘(루시 러셀) / 빅토리아 우드콕(케이트 오플린)
- 완벽남의 조건(디즈니 채널) - 메이

### 영화 더빙
- 마이 걸 (KBS) - 호위 (안소니 피난조)
- 더 레이디 (KBS) - 어린 아웅산 수치 (소라야 라-옹 아케) / 아웅 산의 어머니 / 영국 대사관 직원
- 매버릭 (KBS) - 메리(장 드 베어) / 남자 아이(제시 에릭 캐롤)
- 맹룡과강 (KBS) - 이탈리아 마녀 (마리사 롱고)
- 컨스피러시 (KBS) - 법무부 직원(색슨 트레이너)
- 꼬마 니콜라의 여름방학 - 블레즈
- 아메리칸 셰프 (KBS) - 퍼시 (엠제이 안소니)
- 꾸뻬씨의 행복여행 (KBS) - 헥터의 환자(트레이시앤 오버먼) / 일등석 승객(테사 주버)
- 캡틴 아메리카: 윈터 솔져 (MBC) - 안전 사회 의원(제니 애거터)
- 터미네이터 제니시스 (KBS) - 사라 코너 (에밀리아 클라크)
- 미션 임파서블: 로그네이션(KBS) - CIA 심문관(장징추)
- 어벤져스: 에이지 오브 울트론 - 닥터 조(수현)
- 월요일이 사라졌다(KBS) - 어린 카렌(클라라 리드)
- 메리 포핀스 리턴즈 - 페니(노마 듀메즈웨니)
- 알라딘 - 자스민 공주(나오미 스콧)
- 닥터 스트레인지 - 크리스틴 파머(레이철 매캐덤스)
- 이터널스 - 세르시(젬마 찬)
- 백설공주(디즈니) - 메이플(두조나 기프트), 왕비(로레나 앤드리아)

### 특촬 드라마 더빙
- 미라클 멜로디 (투니버스) - 마이

### 내레이션
- 해외특선다큐 내레이션(연합뉴스 y)
- JTBC프라임‘탈북,소리없는 아우성’ , ‘애플의 심장 폭스콘의비밀’ (JTBC)
- 세계인의 식단50위 (연합뉴스Y)
- 비전!월드미션 (c채널)

### 광고 더빙
- 토니모리 100시간 크림 편
- 토니모리 비씨데이션 편
- 토니모리 멀티셀 에너지 편
- 고용노동부 공익광고

### 라디오 더빙
- KBS 라디오 극장 ‘신과함께 (저승편) 덕춘 역 ’등 다수
- KBS 라디오 독서실 당신에게서 사라진 것/남편을 죽이는 서른가지 방법/ 카레온더 보더 / 미사여구 없이/ 짬봉 등다수

### 오디오드라마 더빙
- 진백:불변-홍명자
- 밥같이 먹어주는 남자 - 김세나
- 애랑:치열한 사랑 - 나재인
- 황제의밤:박교원
- 매리제인- 빈유미
- 울어봐, 빌어도 좋고 - 클로딘 브란트

### 게임
- 스타크래프트2 - 해방선
- 쿠키런:킹덤 - 휘낭시에맛 쿠키
- 원신 - 운근